# Tumori tankog crijeva
Dvanaesnik i tanko crijevo čine 90 % apsorpcijske površine probavnog sustava u čovjeka i 75 % njegove ukupne dužine. Tumori dvanaesnika i tankog crijeva benignog ili malignog karaktera unatoč tolikoj površini čine manje od 5 % novotvorina probavnog sustava.

## Epidemiologija
U mlađoj životnoj dobi javljaju se benigni tumori dvanaesnika i tankog crijeva i to najčešće između 20. i 40. godine života. Maligni tumori javljaju se u svakoj životnoj dobi ali nešto češće u muškaraca iza 50. godine života. Iznimka su maligni limfomi koji se javljaju i prije 20. godine života. Incidencija tumora tankog crijeva iznosi 1.5/100 000  i nema velike razlike u učestalosti u različitim dijelovima svijeta.

## Etiopatogeneza
Danas su poznate mnoge potencijalno kancerogene tvari koje izazivaju nastanak tumora tankog crijeva ali nijedna se ne može dovesti u uzročno-posljedičnu vezu. Uspoređujući nisku incidenciju tumora tankog crijeva s visokom incidencijom tumora debelog crijeva dolazi se do zaključka da lokalne prilike u duodenumu i tankom crijevu djeluju nepovoljno na nastanak zloćudne bolesti. Brza peristaltika u tankom crijevu smanjuje vrijeme djelovanja kancerogena na sluznicu a žitki voluminozni sadržaj još ga i razrijedi. Visoka koncentracija imunoglobulina i niska koncentracija bakterija vjerojatno djeluju zaštitno. Nitrozamini koji se danas smatraju potencijalnim kancerogenima nastaju samo u kiseloj sredini i samim time ne djeluju na sluznicu tankog crijeva.

## Patologija
Od svih dijagnosticiranih novotvorina tankog crijeva 1/3 ih je benignih najčešće je riječ o adenomima koji mogu biti vilozni, tubularni i adenomi Brunnerovih žlijezda. Mogu biti pojedinačni (solitarni) a rjeđe multipli(višebrojni).Vilozni adenomi imaju potencijal da u oko 50 % slučajeva postanu maligni. Adenomi Brunnerovih žlijezda su obično manji od 1 cm i u pravilu benigni.Lejomiomi i lipomi su iza adenoma najčešći benigni tumori tankog crijeva. Najčešći maligni tumor dvanaesnika i tankog crijeva je adenokarcinom i on čini čak 50 % svih malignih tumora. U početnih 100 cm dužine tankog crijeva smiješteno je više od 70 % svih adenokarcinoma. Sarkomi čine oko 20 % svih malignoma i smješteni su u ileumu i to intramuralno(više od 50 %).Maligni limfomi javljaju se u sklopu otprije postojeće sistemske bolesti ili kao samostalne bolesti. Mogu se naći u svim dijelovima tankog crijeva. Karcinoid će se u 30 % bolesnika pojavit u multicentričnom obliku. Ako pacijent primijeti nekakve simptome bolest je već u pravilu metastatska, s lošijom prognozom.

## Klinička slika
Benigni tumori dvanaesnika i tankog crijeva u većini slučajeva ostaju "nijemi"(bez simptoma) ne uzrokujući probleme i otkriju se tek na obdukciji. Simptomi se počinju javljati tek nakon postupne ili djelomične opstrukcije crijevnog lumena. U odraslih često dovode do intususcepcije. Drugi češći simptom je sideropenična anemija uzrokovana čestim okultnim krvarenjima. Simptomi kod malignih tumora prisutni su kod 75 % bolesnika i u pravilu su nespecifični. Grčevita i difuzna bol najčešći je simptom i pojavljuje se u 2/3 bolesnika .Gubitak tjelesne težine javlja se u gotovo 50 % bolesnika a specifičan je znak u bolesnika s limfomima. Djelomičnu ili potpunu opstrukciju crijevnog lumena nalazimo u 1/3  bolesnika a rjeđe nalazimo perforacije ili okultna krvarenja, a proljev ili steatoreja su uglavnom prisutni u limfomima kao posljedica zahvaćanja velike površine crijeva. U 25 % bolesnika može se naći i palpabilna masa tumora. Kad je tumor lokaliziran na Vaterovoj papili moze doci do razvitka opstruktivne žutice. Metastatske promjene najčešće nalazimo u jetri, plučima i limfinim čvorovima.

## Dijagnostički postupci
Dijagnosticiranje tumora tankog crijeva je dosta teško jer su simptomi uglavnom nespecifični a dijagnostički postupci nedovoljno precizni. Točna predoperativna dijagnoza može se očekivati u polovine bolesnika. U oko 1/4 oboljelih može se napipati palpabilna tumorska masa. Kontrastna radiološka pretraga tankog crijeva, frakcionalna pasaža ili enterokliza je najvrijedniji radiolođki dijagnostički postupak.Intraluminalne tvorbe govore u prilog benignih tvorevina. Intramuralne tvorbe bez promjene sluznice govore u prilog malignih limfoma, možda sarkoma a ulcerozne i stenozirajuče promjene najčešće u korist karcinoma. Distalni dio ileuma može se pregledati refluksom kontrasta za vrijeme irigografije. Uvođenje enteroskopije omogućilo je izravnu vizualizaciju mnogih tumora tankog crijeva. U slučaju opstrukcije ili žutice već se duodenoskopijom može vizualizirati papila Vateri te se kombinira s ERCP-om. Ultrazvuk CT i angiografija daju vjerne podatke o tumoru uključujući procjenu proširenosti bolesti.

## Liječenje
Benigni se tumore najčešće liječe s endoskopskom polipektomijom a po potrebi i kirurškom resekcijom i excizijom. Kirurško se liječenje malignih tumora sastoji od djelomične resekcije zahvaćenog dijela tankog crijeva s resekcijom odgovarajučeg dijela mezenterija. Radikalno se mogu operirati tumori distalnog dijela duodenuma, jejunuma i ileuma. U tumora proximalnog dijela duodenuma katkad se radi pankreatoduodenektomija i Whippelova operacija. U lokalno uznapredovalih tumora često su moguće samo palijativne operacije zaobilazne anastomoze. Benigni se tumori mogu odstraniti lokalnom excizijom a veći sesilni tumori zahtijevaju djelomičnu resekciju zahvaćenog dijela crijeva. Radioterapija i kemoterapija malignih tumora tankog crijeva od malog su značenja osim ako je riječ o malignim limfomima. Naime liječenje limfoma tankog crijeva u slučajevima izolirane bolesti je kirurško uz eventualno dodatno radioterapijsko i eventualno kemoterapisko liječenje. Kemoterapija je rezervirana u prvom redu za slučajeve diseminiranog limfom.